# 応県
応県（おう-けん）は中華人民共和国山西省朔州市に位置する県。

## 歴史
唐朝により設置された金城県を前身とする。五代十国時代の後唐により応州の州治とされた。明朝が成立すると洪武初年に金城県は廃止され、管轄区域は応州直轄とされた。1913年（民国2年）、州制廃止に伴い応県と改称された。
1949年から1952年までは察哈爾省の管轄とされた。1958年に廃止となり山陰県に編入されたが、1960年に再設置され現在に至る。

## 行政区画
- 鎮:金城鎮、南河種鎮、下社鎮
- 郷:鎮子梁郷、義井郷、蔵寨郷、大黄巍郷、杏寨郷、下馬峪郷、南泉郷、大臨河郷、白馬石郷

## 古跡
- 応県木塔（仏宮寺釈迦塔） - 遼代の建築。仏宮寺の境内にある。

## 出身者
- 曹乃謙 - 小説家。